# Koistinen Kantele
Koistinen Kantele Ltd. (Койстинен Кантеле) – частное семейное предприятие, изготавливающее кантеле, карело-финский народный инструмент, относящийся к струнным щипковым инструментам (класс хордофонов, группа дощечных цитр со струнами).
Предприятие находится в небольшом финском поселке Ряаккюля, в области Северная Карелия. Нынешний управляющий Koistinen Kantele Ltd. Ханну Койстинен продолжает семейное дело, начатое его отцом Отто Койстиненом в 1957 году. Предприятие изготавливает инструменты как для профессиональных, так и для начинающих музыкантов, традиционные акустические и современные электрокантеле. Особое внимание уделяется дизайну и изготовлению кантеле для детей. 

## История
В 1957 году Отто Койстинен (1925) сделал свое первое кантеле, положив тем самым начало семейному делу. Ритва Койстинен (род. 1956), дочь Отто, начала играть на кантеле еще в раннем детстве, демонстрируя незаурядные способности и тем самым побуждая своего отца совершенствовать качество создаваемых инструментов. Сегодня Ритва Койстинен является ведущим музыкантом и педагогом, основавшим впервые в 1987 году отделение кантеле в Академии имени Сибелиуса в Хельсинки. Ханну Койстинен (род. 1966), сын Отто Койстинена, с семи лет осваивавший дело отца, стал дизайнером и создателем целого ряда современных моделей кантеле и в 2000 году зарегистрировал собственную фирму Koistinen Kantele.

## Популярные модели

### Первое акустическое концертное кантеле
В 1990-1993 Ханну Койстинен сделал свое первое концертное 38-струнное кантеле, взяв за основу концертную модель с большим и высоким корпусом округлой формы, с хроматическим звукорядом и механизмом изменения высоты тона струн, созданную Паулем Салминеном в 1927 году для профессиональных музыкантов. После получения патентов Ханну Койстинен внёс существенные изменения в конструкцию своего инструмента: изменив натяжение струн, он расширил диапазон звучания, что увеличило акустические возможности инструмента. В 1995 году Ханну Койстинен представил своё концертное кантеле с 39 струнами.

### Первое электрокантелеKoistinen Electric 1
Следующим шагом в процессе модернизации инструмента было создание электрокантеле Koistinen Electric 1 – ультрасовременного инструмента, сделанного на основе уже готовой модели концертного кантеле с 39 струнами. Впервые инструмент был представлен публике музыкантом Тимо Вяяняненом 28 февраля 1999 года во время празднования 150-летия эпоса «Калевала» на спортивной арене в Хельсинки.  Инструмент имеет широкие выразительные возможности и подходит исполнителям, работающим в разных музыкальных направлениях и стилях. Koistinen Electric 1 прекрасно звучит в сочетании с другими инструментами на концертных площадках любого размера. Финское кантеле отличается нежным, проникновенным звучанием, поэтому было важно сделать такие изменения в конструкции, которые увеличили бы мощность звукового разрешения инструмента. Главной инновацией была установка двух звукоснимателей в корпус инструмента таким образом, чтобы усилить его акустический диапазон, не нарушая естественной гармонии звучания инструмента. Второе новшество касается изменения положения инструмента во время игры: если концертное кантеле устанавливается на столик-подставку так, чтобы исполнитель мог сидеть, то Koistinen Electric 1 предназначено для музыканта, стоящего на сцене. Подставка для инструмента закреплена под небольшим углом таким образом, чтобы зритель  мог видеть из зала руки музыканта и струны кантеле.

### Koistinen Wing
В 2001 году предприятие начинает выпуск коллекции современных инструментов под названием Koistinen Wing, представляющих собой 5-15-струнные кантеле всех цветов радуги из ценных пород древесины, выполненных в форме семечка сосны. Прототипом моделей послужили найденные в древности крыловидные гусли и кокле. Инструменты дополнительно оснащены ладовыми переключателеми, ремнем-лямкой и звукоснимателем. Серия Koistinen Wing предназначена для детей и подростков, а также для начинающих музыкантов.

## Компания сегодня
Сегодня в компании работает небольшой коллектив профессионалов высокого класса. Столяры Тимо Шмидт и Яри Лаасонен, ответственная за качество продукции Сирпа Корхонен и ответственный за логистику предприятия Юкка Корхонен работают фактически с момента основания Koistinen Kantele. Управляют предприятием Ханну Койстинен и его сын Антту, отвечающий в Koistinen Kantele за информационные технологии и инновации. В 2010 году Ээро Бруман, председатель Broman Group, стал совладельцем и председателем правления компании. Совладельцами Koistinen Kantele являются также другие члены семьи Койстинен, а также поставщики и работники предприятия.  

## Награды
В 2006 году международный годовой обзор Finnish Design Yearbook дал высокую оценку дизайну инструмента Koistinen Electric 1, наряду с продукцией таких известных фирм, как Marimekko и Iittala. В 2012 году Koistinen Kantele получает награду Rantasalmi Prize как лучшее предприятие деревообрабатывающей отрасли, внёсшее значительный вклад в повышение качества, звучания, дизайна и престижа финского национального инструмента.